# Cofradía de San Juan (Cieza)
La Cofradía de San Juan es una cofradía de la Semana Santa de Cieza, en la Región de Murcia (España).

## Historia
Ya se tiene constancia de la figura de San Juan en Cieza  a principios del siglo XIX. Aun así, la Cofradía se instituyó bajo el amparo de la hidalga familia Peña, concretamente Francisca de la Peña, en el mes de febrero de  1856, tal y como refleja el libro de hermanos fundadores donde también se refleja artículos de los estatutos fundacionales desaparecidos, época, esta, difícil para las hermandades debido a las reformas ilustradas, desastres de la invasión francesa y los efectos de la desamortización de Mendizábal, en ese tiempo  convulso  el Viernes Santo Salcillesco Murciano  es el espejo donde las cofradías de Cieza quieren verse reflejadas.  
Desde sus inicios la túnica blanca, ha sido siempre su distintivo con bandas verticales encarnadas antes, sin ellas durante muchos años, y recuperadas a principio XX en color granate y dorado, también ha sido signo de identidad  su enorme masa infantil, llamada popularmente, “la remolacha”. 
La Cofradía de San Juan fue propulsora y fundadora de la actual Junta de Hermandades Pasionarias de Cieza en marzo de 1914. 
Es el 2 de abril de 1948 cuando se actualizan los estatutos, en los que se refleja la cesión  de Antonio y Julián Pérez Cano de una serie de enseres, imagen, trono y túnicas a la propiedad de la Cofradía para el uso de estos en sus desfiles.
Cuando se habla de la Cofradía de San Juan, no se puede pasar otra cosa por su cabeza que el de la Orquesta de violines de la cofradía, la cual se fundó en 1892, la cual ha tenido directores y violinistas de renombre local y regional como Antonio León Piñera, José Marín Blázquez y Marín Barnuevo, y entre otros fueron sus primeros componentes Miguel Ruiz Peña, Gerónimo Salmerón Gómez, José Marín Fernández y José Gálvez.
La orquesta se creó para interpretar las marchas que el Maestro León compusiera para San Juan. El pasodoble San Juan pronto se hizo famoso y es conocido en toda Cieza.
El último esplendor de la orquesta fue en 1975 bajo la batuta del Maestro Germán Galindo, con el que tocaba, entre otros, Francisco Lucas Navarro, exalcalde de Cieza. Tras la muerte de varios de sus componentes y dada la avanzada edad de algunos de ellos y pese a que se renovó notablemente, la orquesta de San Juan dejó de desfilar en 1989.
La horrible Guerra Civil hizo que se destruyera la antigua Imagen de San Juan esculpida por Pedro Franco Gil. Fue quemada en la ermita el 28 de agosto de 1936, salvándose tan sólo la cabeza que fue recogida y entregada a Julián Pérez Cano que la guardó en su casa durante toda la contienda. En la Semana Santa de 1940 la Cofradía es de las pocas que pueden desfilar y lo hace con una  nueva Imagen del Apóstol amado, realizada por el escultor José Planes, que talló el cuerpo completo utilizando una cabeza de una Inmaculada Concepción realizada por Manuel López Guillén y Soriano en 1907. El Paso no obstante ofrecía algunas diferencias con el primitivo: portaba una palma en la mano derecha mientras señalaba hacia el frente con la izquierda. El actual, una talla más pequeña, se recoge la túnica con la mano derecha a la vez que simula sujetar la palma. El propio Maestro Carrillo asumió en 1987 la limpieza y restauración de la Imagen. Más tarde, en el 2008 fue restaurada junto a la del  ECCE HOMO por el taller de Restauración Gaia de Valencia, bajo el auspicio de la Comunidad Autónoma de Murcia.
En 1972, la talla del Ecce Homo, obra del escultor murciano Juan González Moreno, pasó a formar parte de la cofradía, sobre un trono dorado y realizado en 1962 en los Talleres Hermanos Llorente de Nonduermas (Murcia) y que se adquirió en 1970 para completar el Paso, este, había venido desfilando en la Procesión del Prendimiento de Martes Santo, hasta el año 2004, año en que la Cofradía estrena un nuevo trono, de aires sevillanos, realizado y acabado en madera, obra del artista de Albatera, Domingo García Chauán, con detalles de la prestigiosa  Orfebrería Penalva de Cieza.
En el año 1992, la cofradía adquirió su tercer paso, El Lavatorio de Pilato, grupo escultórico formado por cuatro imágenes: un soldado, que lleva a Cristo ante Pilatos y el procurador romano lavándose las manos, sujetadas por un esclavo. El Paso es obra del escultor jumillano Mariano Spiteri (el mismo que reformará su policromía en el año 2001) y desfila desde el año 1992, en la procesión del Penitente de la mañana del Viernes Santo, sobre un trono (obra de Manuel Lorente Sánchez), de planta rectangular decorado con tallas exentas en madera con motivo vegetal y dorado en plata corlada. En 1997 la Cofradía recupera para su Tercio de anderos el tradicional gorro de “moco”.
A partir del 2011, por la reestructuración de procesiones que se plantea desde la Junta de Hermandades Pasionarias de Cieza, y tras años de litigio, entra la Cofradía y la Asamblea de la Junta de Hermandades, la bellísima talla del maestro Juan González Moreno pasó a la Procesión General de Miércoles Santo. Por este motivo, tanto anderos como nazarenos llevan un verdugo de terciopelo rojo tanto para anderos como para nazarenos en puesto del Gorro o del Capirote, respectivamente. 
También en este mismo año el antiguo “Lavatorio de Pilato” se reestructuró y cambió su denominación al de “La Sentencia”, pasando a representar, ahora, el momento en el que un esclavo le da a Poncio Pilato la sentencia de Jesús, que viene escoltado por un soldado.
En el año 2020 la Cofradía edita una magnífica obra realizada por el Profesor de Historia, Don Alfredo Marín Cano, “San Juan, San Juan……. Historia de la Cofradía de San Juan Evangelista”, donde se refleja el trascurrir en el tiempo de la Cofradía desde su fundación hasta nuestros días.

## Pasos
El patrimonio imaginero con el que cuenta la cofradía está compuesto por cuatro  pasos:
San Juan
•	Talla en madera realizada: Manuel López Guillén y Soriano (Cabeza, 1907); José Planes (Cuerpo, 1940).
•	Trono de José Izquierdo (1880), restaurado posteriormente por Manuel Juan Carrillo Marco (1957), Manuel Lorente Sánchez (1988) y Bonifacio Pérez Ballesteros (2009-2010).
•	Participa en el tradicional traslado, en la tarde de Miércoles Santo, la Procesión del Santo Entierro, Viernes Santo por la noche y en la Procesión del Resucitado, el Domingo de Resurrección.
Ecce-Homo

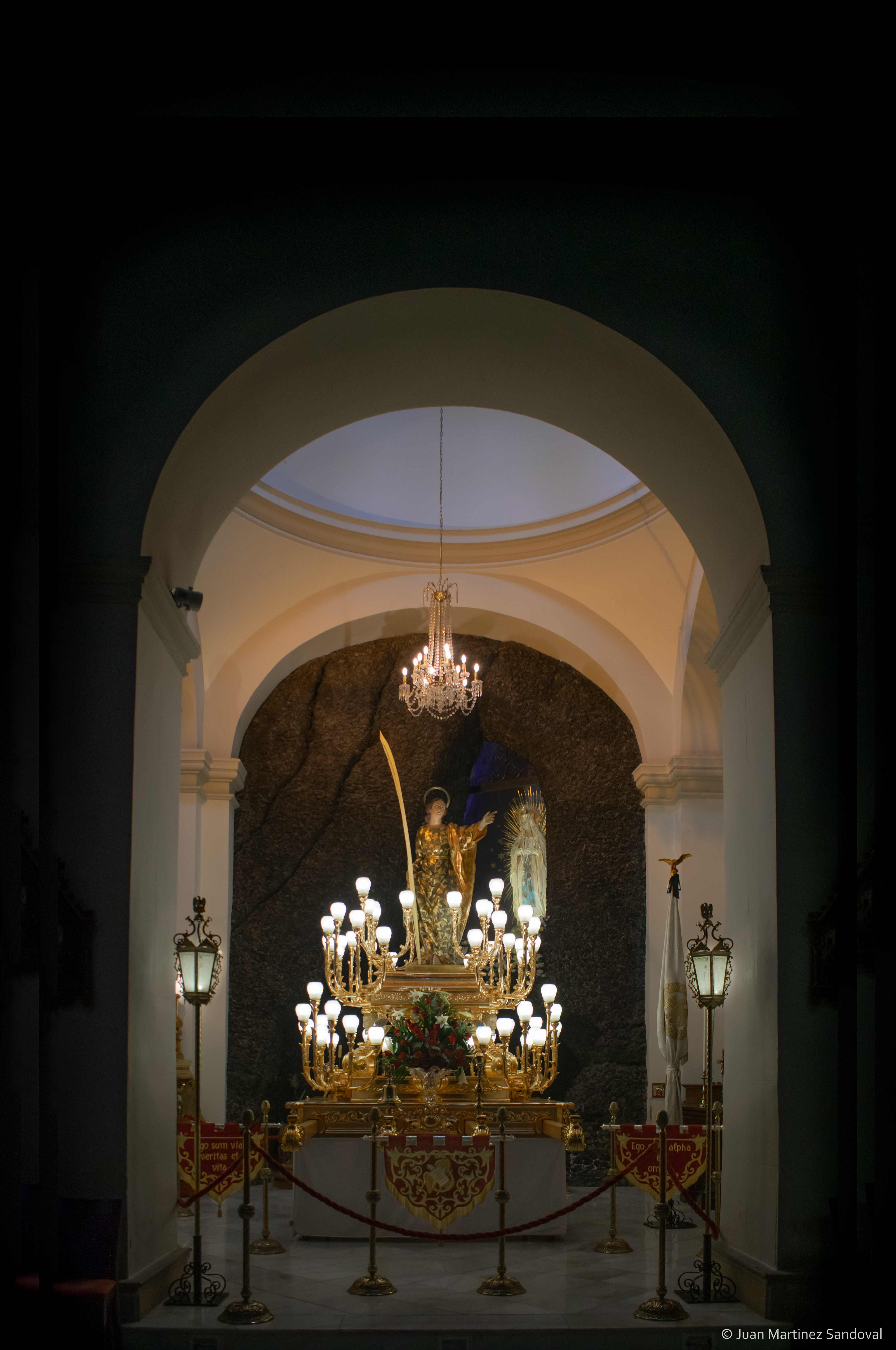

•	Talla en madera de Juan González Moreno (1972).
•	Trono tallado en madera por el tallista y escultor Domingo García Chahuán y Orfebrería Penalva (2004 y 2006).
•	Participa en la Procesión General, el Miércoles Santo por la noche
La Sentencia

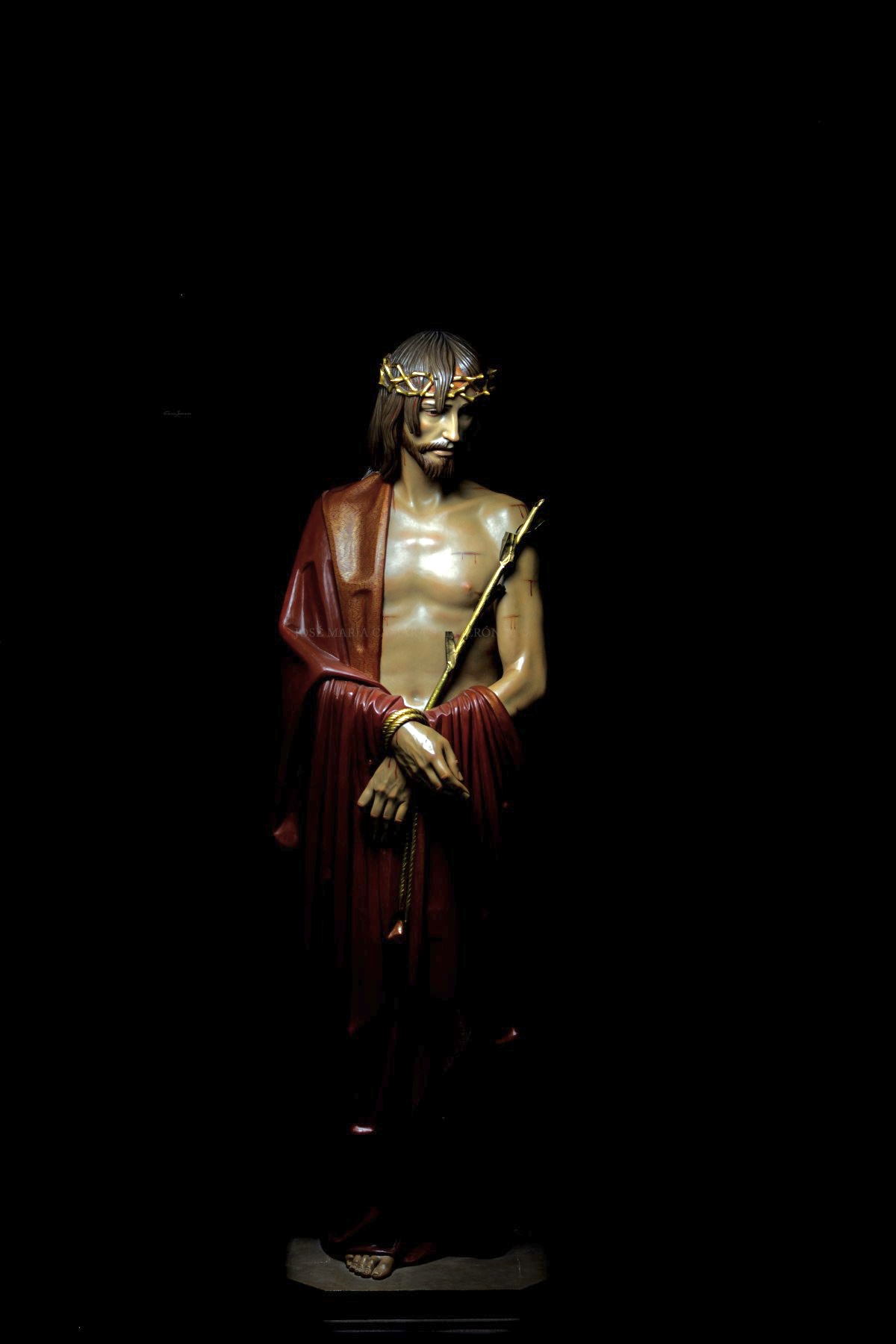

•	Tallas en madera de Mariano Spiteri (1993).
•	Trono tallado en madera por Manuel Lorente Sánchez (1993).
•	Participa en la Procesión del Penitente, Viernes Santo por la mañana.
San Juan (tercio Infantil)

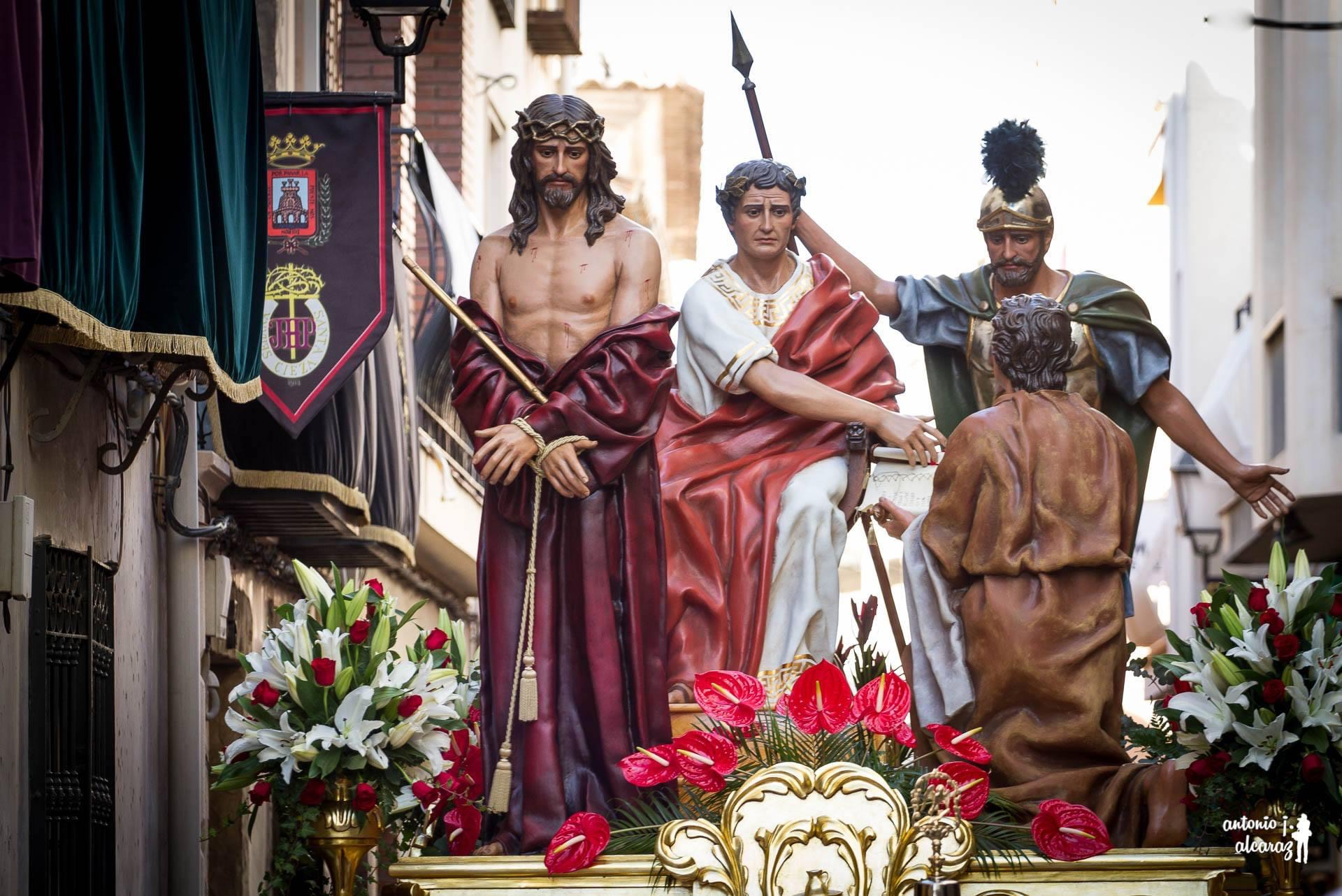

-	Talla de los talleres de Imaginería de Olot (1986), en los primeros años desfilaba con el que preside la tumba del anterior Presidente Juan María Buitrago Iniesta, igual al actual
-	Trono realizado por el maestro Penalva.
-	Participa en el traslado de Miércoles Santo y en la Procesión Infantil de Sábado de Gloría 

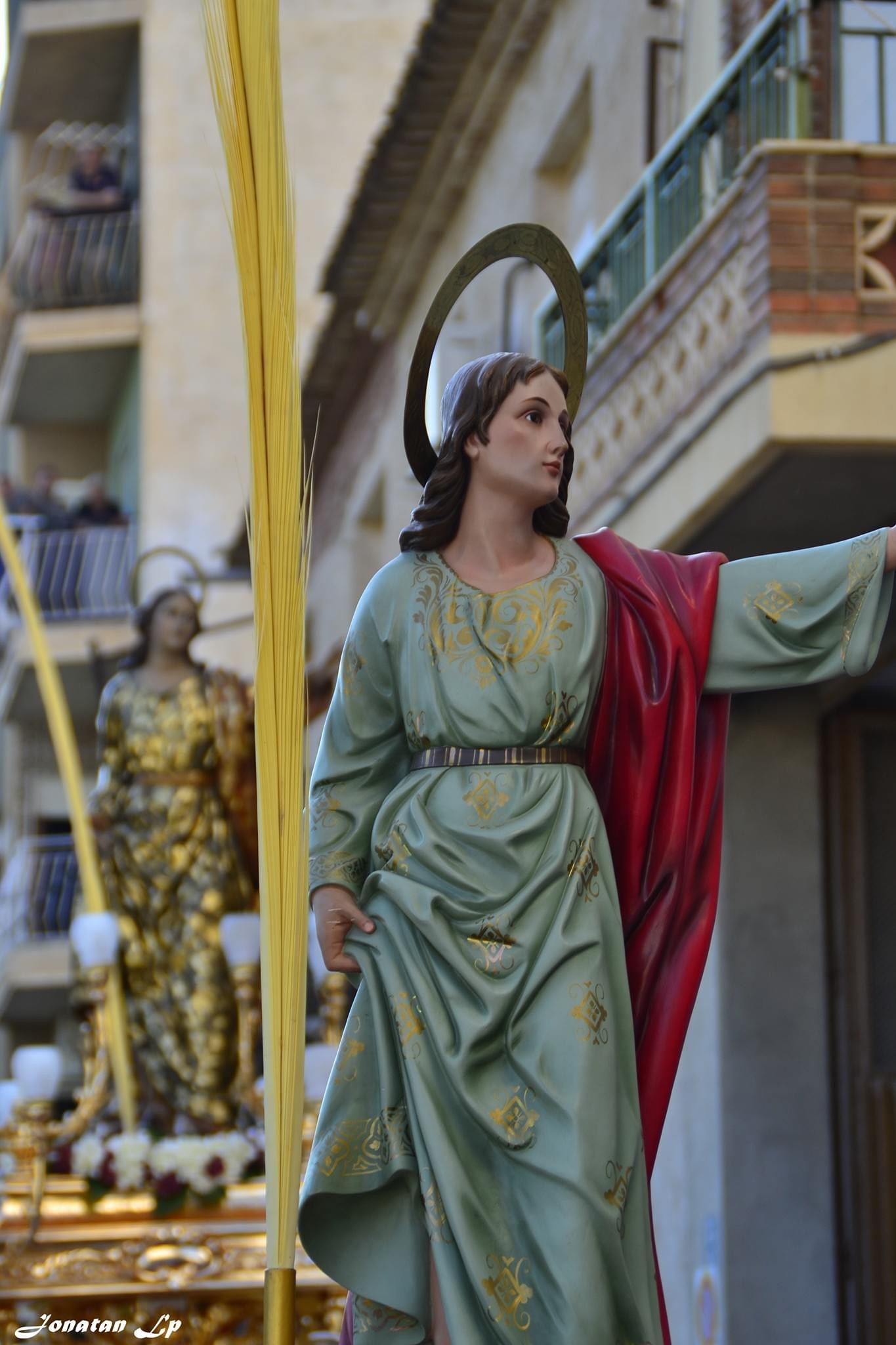

## Símbolo y vestuario
La cofradía se identifica por el escudo o emblema oficial: el águila de San Juan.
El vestuario de la cofradía viene condicionado según los cofrades participen como anderos portando los pasos o como nazarenos acompañando a los mismos:
Vestuario del tercio de anderos
•	Túnica de sarga blanca con típicas bandas en paralelo de pasamanería dorada y granate, asemejando a la primitiva del siglo XIX.
•	Gorro de moco de raso blanco con una franja de terciopelo rojo, bordada un águila en el centro, emblema de la cofradía, en seda dorada, empleado en las procesiones diurnas.
•	Gorro de Verduguillo Granate con águila bordada en la parte posterior para las procesiones nocturnas. 
•	Cíngulo dorado y granate. Guantes blancos. Zapatos negros.
Vestuario del tercio de nazarenos
•	Túnica de sarga blanca.
•	Capa de raso blanco con franjas de raso rojo.
•	Capirote de raso blanco para la procesión del Penitente (Viernes Santo mañana)
•	Gorro de Verduguillo Granate con águila bordada en la parte posterior para las procesiones nocturnas
•	Cíngulo dorado y granate. Guantes blancos. Zapatillas blancas.

## Presidentes
Datos de algunos presidentes (o hermanos mayores) de la cofradía.
| Presidente                  | Periodo   |
| --------------------------- | --------- |
| Julián Pérez Cano           | 1948-1962 |
| Juan María Buitrago Iniesta | 1962-¿    |
| Agustín Gómez Pastor        | ¿-1980    |
| Antonio Lucas Lajara        | 1980-2006 |
| Antonio Lucas García        | 2006-     |

## Composiciones musicales
La Cofradía posee además cinco composiciones musicales propias:
- San Juan (pasodoble), con letra escrita por D. Juan Pérez Templado.[1]
- San Juan Marcha nº 1 (marcha fúnebre).
- San Juan Marcha nº 2 (marcha fúnebre), escritas las tres a finales del siglo XIX por el compositor local Maestro Antonio León Piñera.[2]
- Santísimo Ecce Homo (marcha de procesión), escrita en 1997 por el Maestro José Gómez Villa, compositor ciezano.[3]
- San Juan, el discípulo amado (marcha de procesión), escrita en 2015 por el también compositor ciezano Francisco García Alcázar.[4]
- He aquí el Hombre  (marcha de procesión), compuesta en 2022 por el joven compositor ciezano D. Pedro Ortiz López, con motivo del 50 Aniversario de la llegada a Cieza de la imagen del Santísimo Ecce Homo. Dedicada a esta imagen y a un hermano de la Cofradía.

## Redes Sociales
- Web oficial de la Semana Santa de Cieza.

https://www.youtube.com/channel/UCj7pP8uVG8bEoI6Pevpry3w/videos
https://www.instagram.com/cofradia_sanjuan_cieza/
https://es-es.facebook.com/sanjuancieza/
https://twitter.com/csanjuancieza
- Datos: Q5776260